# テゼ - ユニティと平和の音楽 (テゼのアルバム)
『テゼ - ユニティと平和の音楽』("Taizé - Music of Unity and Peace")は、フランスの村の名前を冠したエキュメニカルなコミュニティー、テゼによる2015年のスタジオ・アルバム。2014年の5月と7月にレコーディングされ、2015年3月にドイツ・グラモフォンから発売された。
| 「                                                  | この優れた、抒情的で心に触れる音楽は、幅広い聴衆に受け入れられる価値があるものです。音楽には、変化をもたらし、隔ての壁をなくす力があります。テゼの歌の比類のない質の音楽がそれを証ししています。 | 」 |
| —マーク・ウィルキンソン（ドイツ・グラモフォン社長） | |    |

## 概要
テゼ・コミュニティーは、フランスのブルゴーニュ地方 ソーヌ＝エ＝ロワールのテゼ村にあるエキュメニカルな修道会である。世界の約30か国、またカトリックとプロテスタント出身の約100名の修道士（ブラザー）から構成される。1940年にジュネーヴ出身のブラザー、ロジェ・シュッツによって始まった。テゼでの生活の規範は、ブラザー・ロジェにより執筆され、1954年に初めてフランス語で出版された『テゼの会則』に記されている。2015年は、テゼ共同体創立75周年およびブラザー・ロジェ生誕100年にあたる。

## 音楽形式
テゼの音楽は、何度も繰り返し歌う（さらに輪唱で歌うこともある）単純素朴なフレーズを特徴としており、多くの場合その言葉は、詩編もしくは聖書のその他の書物、または西方教会・東方教会（正教会）双方の典礼から取られている。初期のテゼ・コミュニティーの音楽は、ジャック・ベルティエおよびジョゼフ・ジェリノーにより作曲されたものである。より最近の歌は、テゼのブラザーにより作曲されている。

## レコーディング
レコーディングは、2014年5月と7月に行われた。ほとんどの歌は、数名の楽器奏者とテゼに一週間滞在していた多様な国から集まった若者による聖歌隊とともに、テゼに所在する「和解の教会」と呼ばれる聖堂で録音された。いくつかの歌は、テゼ村のロマネスク教会でテゼのブラザーたちだけで録音されたものである。レコーディングのプロデューサーは、アナ・バリーである。
アルバム中の歌は、ラテン語、フランス語、英語、イタリア語、ドイツ語、スラブ語およびスペイン語と、7つの異なる言語で歌われている。テゼは、多くの異なる言語による歌が、国際的な大規模な集いに適していると考えている。

## 収録曲
| #   | タイトル                                                                              | 作詞                                         | 作曲                 | 時間 |
| --- | ------------------------------------------------------------------------------------- | -------------------------------------------- | -------------------- | ---- |
| 1.  | 「テゼの鐘」                                                                          |                                              |                      | 2:13 |
| 2.  | 「ヴェニ・サンクテ・スピリトゥス (Veni, Sancte Spiritus)」                            | 典礼 ソロ: エゼキエル37:9、聖霊の続唱        | ジャック・ベルティエ | 5:38 |
| 3.  | 「イントロダクション: 主よ、わたしの唇を開いてください (Seigneur, ouvre mes lèvres)」 | 詩編100                                      | ジャック・ベルティエ | 1:32 |
| 4.  | 「わが心たたえよ (Bless the Lord)」                                                   | 詩編103 ソロ: 詩編103                        | ジャック・ベルティエ | 4:06 |
| 5.  | 「たたえよ神を (Laudate Dominum)」                                                    | 詩編117:1 ソロ: 詩編177, 66, 150             | ジャック・ベルティエ | 3:54 |
| 6.  | 「答唱: み言葉は肉となり (Le Verbe s'est fait chair)」                                | ヨハネ1                                      | テゼ                 | 2:35 |
| 7.  | 「さいわい さいわい (Beati voi poveri)」                                              | ルカ6:20 ソロ: マタイ5:3-11                  | テゼ                 | 4:51 |
| 8.  | 「喜び歌え (Jubilate, coeli (Christus))」                                             | 典礼                                         | ジャック・ベルティエ | 2:57 |
| 9.  | 「詩編唱63 (Psaume 63)」                                                              | 詩編63                                       | ジョゼフ・ジェリノー | 2:39 |
| 10. | 「目覚めてとどまれ (Bleiber hier)」                                                   | マタイ26                                     | ジャック・ベルティエ | 5:35 |
| 11. | 「父よゆだねます (In manus tuas, Pater)」                                             | ルカ23:46                                    | テゼ                 | 4:22 |
| 12. | 「キリストよみがえりぬ (Surrexit Christus)」                                          | 典礼 ソロ: ダニエル書補遺3, 詩編136, 詩編118 | ジャック・ベルティエ | 3:35 |
| 13. | 「あわれみたまえ主よ C (Gospodi pomiluj C)」                                          | 典礼 ソロ: 6か国語による共同祈願             | ロシア正教の典礼     | 2:29 |
| 14. | 「主をあなたを見つめつづけ (Aber du weißt den Weg für mich)」                         | ディートリヒ・ボンヘッファー                 | テゼ                 | 3:33 |
| 15. | 「シメオンの賛歌 (Cantique de Siméon)」                                               | ルカ2:29-32                                  | ジャック・ベルティエ | 1:46 |
| 16. | 「イエス内なる光 (Jésus le Christ)」                                                  | 聖アウグスティヌス ソロ: 詩編139             | ジャック・ベルティエ | 4:27 |
| 17. | 「いのちの水 求め (De noche iremos)」                                                 | ルイス・ロサーレス ソロ: 十字架の聖ヨハネ    | ジャック・ベルティエ | 4:29 |
| 18. | 「いつくしみと愛の (Ubi caritas et amor)」                                            | 典礼                                         | ジャック・ベルティエ | 3:01 |
| 19. | 「いのちの水に渇く人は (Let all who are thirsty come)」                               | 黙示録22:17b, 20b                            | テゼ                 | 4:06 |

## 発売履歴
| 発売国               | 発売日        | 形式        | レーベル                                          |
| -------------------- | ------------- | ----------- | ------------------------------------------------- |
| オーストリア・ドイツ | 2015年3月13日 | CD 音楽配信 | ドイツ・グラモフォン (ユニバーサル・ミュージック) |
| 英国                 | 2015年3月16日 | CD 音楽配信 | ドイツ・グラモフォン (ユニバーサル・ミュージック) |
| カナダ               | 2015年3月17日 | CD 音楽配信 | ドイツ・グラモフォン (ユニバーサル・ミュージック) |
| イタリア             | 2015年3月17日 | CD 音楽配信 | ドイツ・グラモフォン (ユニバーサル・ミュージック) |
| 米国                 | 2015年3月17日 | CD 音楽配信 | ドイツ・グラモフォン (ユニバーサル・ミュージック) |
| 日本                 | 2015年3月17日 | CD 音楽配信 | ドイツ・グラモフォン (ユニバーサル・ミュージック) |